# Édgar Hernández
Édgar Adolfo Hernández Téllez (nació el 27 de agosto de 1982 en Reynosa, Tamaulipas), es un exfutbolista mexicano que se desempeñaba como Portero.
Su último equipo fue el Club Necaxa.

## Trayectoria
Ingresó a Tigres en el 2000. Para la Temporada 2002-2003, fue registrado con el primer equipo. En el Apertura 2003 jugó para Club Zacatepec. En el Clausura 2004 se unió al Club América, pero al ser el tercer arquero encontró regularidad con Tigrillos Coapa, cuadro filial de los Azulcremas en la Primera División A. Para la Temporada 2004-2005 fue a  San Luis, en la División de Plata.
De cara al Apertura 2005 retornó a Tigres UANL. Debutó en la Primera División de México con los Tigres, el 20 de agosto del 2005, en la Jornada 4 enfrentando a Guadalajara en el Estadio Universitario, al ingresar al minuto 70 por Rogelio Rodríguez; el encuentro finalizó 1-1. 
Del Apertura 2007 al Bicentenario 2010 jugó para Jaguares de Chiapas. La Temporada 2010-2011 fue registrado por el Club Puebla; una vez que concluyó el préstamo, regresó a Chiapas donde se mantuvo hasta el Clausura 2013. Al concluir el Clausura 2013, la franquicia de Jaguares fue adquirida por Grupo Delfines; el club fue trasladado a Querétaro y varios futbolistas pasaron a formar parte de los activos del Grupo. Hernández jugó del 2013 al 2017 con los Gallos Blancos del Querétaro. 
Fue fichado por Alebrijes de Oaxaca de la Liga de Ascenso de México para la Temporada 2017-2018. En junio del 2018, volvió al Máximo Circuito al unirse a los Rojinegros del Atlas. En diciembre del 2020 fue cedido al Club Necaxa.

### Clubes
| Club                | País   | Año           |
| ------------------- | ------ | ------------- |
| Tigres UANL         | México | 2002-2003     |
| Club Zacatepec      | México | Apertura 2003 |
| Club América        | México | Clausura 2004 |
| San Luis            | México | 2004-2005     |
| Tigres UANL         | México | 2005-2007     |
| Jaguares de Chiapas | México | 2007-2010     |
| Club Puebla         | México | 2010-2011     |
| Jaguares de Chiapas | México | 2011-2013     |
| Querétaro           | México | 2013-2017     |
| Alebrijes de Oaxaca | México | 2017-2018     |
| Atlas               | México | 2018-2020     |
| Club Necaxa         | México | 2021-2022     |

## Estadísticas
| Club                           | País   | Partidos | Goles recibidos |
| ------------------------------ | ------ | -------- | --------------- |
| Tigres UANL                    | México | 0        | 0               |
| Tigrillos de Saltillo (Cárnet) | México | 6        | 13              |
| Club Zacatepec                 | México | 10       | 8               |
| Club América                   | México | 0        | 0               |
| Tigrillos Coapa (Cárnet)       | México | 8        | 7               |
| San Luis                       | México | 23       | 34              |
| Tigres UANL                    | México | 50       | 67              |
| Jaguares de Chiapas            | México | 50       | 73              |
| Jaguares B (Cárnet)            | México | 1        | 0               |
| Club Puebla                    | México | 3        | 6               |
| Jaguares de Chiapas            | México | 72       | 108             |
| Querétaro                      | México | 68       | 79              |
| Alebrijes de Oaxaca            | México | 41       | 48              |
| Atlas                          | México | 9        | 1               |
| Club Necaxa                    | México | 17       | 23              |

* Incluye: Ascenso, Liga, Liguilla, Copa Mx, InterLiga, SuperLiga, CONCACAF y Libertadores. 

## Palmarés

### Campeonatos nacionales
| Título                    | Club                | País   |
| ------------------------- | ------------------- | ------ |
| Apertura 2004             | San Luis            | México |
| Final de Ascenso 2004-05  | San Luis            | México |
| Copa México Clausura 2016 | Querétaro           | México |
| Apertura 2017             | Alebrijes de Oaxaca | México |